# タスマニア航空
タスマニア航空（タスマニアこうくう、Airlines of Tasmania）はオーストラリアのコミューター航空会社。タスマニア州ローンセストン空港をハブ空港としタスマニア島とオーストラリア本土やフリンダース島とをむすんでいる。

## 歴史
タスマニア航空は1970年代にクイーンズタウンやストラハンといったタスマニア州の西海岸の都市で定期便の運航をはじめ、1984年には小型機による自然の観光ツアーや遊覧飛行といったサービスを開始した。2004年から2005年にかけてはホバート⇔ストラーン線にも就航していたが、採算がとれなかったために現在は閉鎖している。2008年にはメルボルン行きの飛行機の到着空港をムーラビン空港からエッセンドン空港に移した。なおこのメルボルン線はドルニエ 228で運航されている。

## 就航都市
- オーストラリア
  - ローンセストン
  - フリンダース島
  - メルボルン
  - ホバート（現在閉鎖中）

## 保有機材

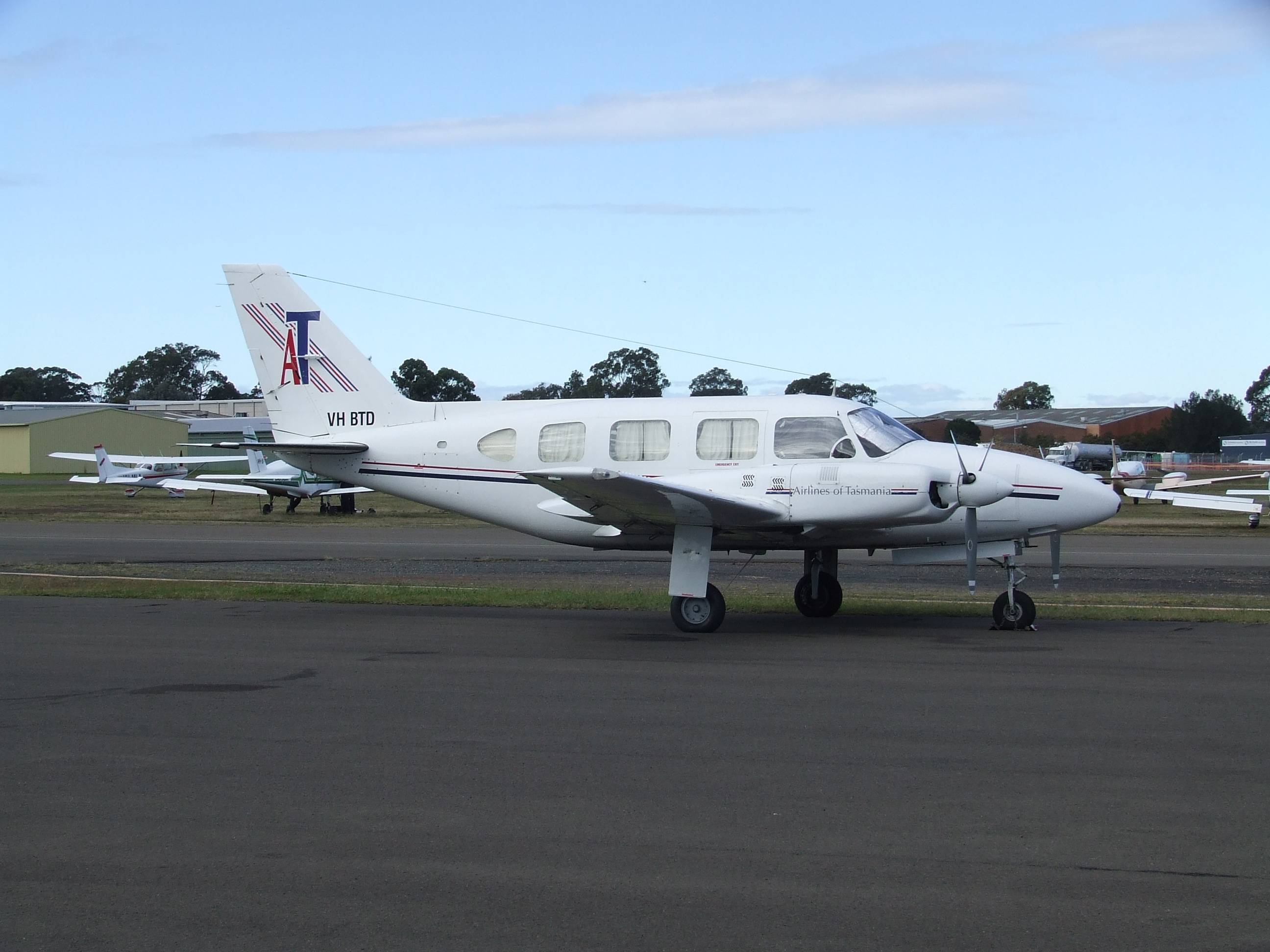
タスマニア航空のパイパーPA-31型機

- セスナ404　4機
- セスナU206G　2機
- セスナ172P　1機
- パイパーPA-31　2機
- パイパーPA-31P　1機
- エアロコマンダー680FL/P　1機
- GAFノーマッド　1機
- BN2A　2機
- ドルニエ228　1機